# エーレンベルク (レーン)
エーレンベルク (レーン)（ドイツ語: Ehrenberg (Rhön)）は、ドイツ連邦共和国ヘッセン州カッセル行政管区のフルダ郡に属す人口約2,700人の町村である（以下、本項では便宜上「町」と記述する）。

## 地理

### 位置
この町は、高さ 817 m のエーレンベルク（山）周辺に位置しており、ヘッシシェ・レーン自然公園ならびにレーン生物圏保護区の中央部、高度 450 から 900 m に位置する。フルダの東約 30 km にあたる。町域内の集落の多くはウルスター川の谷に位置し、連邦道 B278号線がこれを貫いている。ロイルバッハだけは、その隣の谷に位置している。

### 隣接する市町村
エーレンベルクは、北はヒルダース（フルダ郡）、東はビルクス（テューリンゲン州シュマルカルデン＝マイニンゲン郡）、フラードゥンゲン、ハウゼンおよびオーバーエルスバッハ（3市町村はいずれもバイエルン州レーン＝グラープフェルト郡）、南はゲルスフェルト (レーン)、西はポッペンハウゼン（ともにフルダ郡）と境を接している。

### 自治体の構成
エーレンベルクの地区は、ヴュステンザクセン（行政機関所在地）、ザイフェルツ、ロイバッハ、タイデン、メルペルツである。町の面積 40.83 km2 のうち、29.12 % が森林、61.65 % が農業用地である。
メルペルツ
- 人口: 141人（2017年12月31日現在）[4]
- 高度: 海抜 540 m[4]

この町の最も小さな地区で、主に農業が営まれている。地区の中心はドルフ広場のパン焼き小屋で、この広場では毎年メルペルツのパン焼き小屋祭りが開催される。メルペルツには製陶工場、Hofladen、Haflingerhofがある。
ロイルバッハ
- 人口: 369人（2017年12月31日現在）[4]
- 高度: 海抜 560 - 590 m[4]

ロイルバッハは、ヴァッサークッペの麓、シャフシュタインやエーレンベルクに囲まれた盆地に位置している。ボルンベルクのブナの森が地区の端にまで広がっている。シャフシュタインのバーザルブロック湖やゾンマーローデルバーン、ヴァッサークッペのメルヒェンヴィーゼは容易にハイキングすることができる。ボルンベルク駐車場からエーレンベルクを経由してマルティンス礼拝堂の傍らを通ってシャフシュタイン自然保護区の「原生林」を通る遊歩道がある。
ザイフェルツ
- 人口: 600人（2017年12月31日現在）[4]
- 高度: 海抜 520 - 540 m[4]

この町で2番目に大きな地区であるザイフェルツは人口約 560人で、海抜 520 m から 540 m に位置している。集落の西側にビルクスグラーベンとウルスター川との合流点があり、高さ 817 m のエーレンベルク（山）に接している。東にビルシュタインがそびえ、南や北に向かってウルスター川の谷（ウルスタータール）が伸びている。重要な建造物としては、1642年建造の現在の墓地礼拝堂、1879年に建設された教会、1994年に建設された消防署を併設した村の公民館がある。ザイフェルツでは多彩なクラブ活動が行われている。
タイデン
- 人口: 277人（2017年12月31日現在）[4]
- 高度: 海抜 480 - 510 m[4]

クラウトベルクおよびトイフェルスベルクの麓、ウルスタータールにエーレンベルクで最も北の地区であるタイデンが位置している。この地区は主に農業と観光業からなっている。玄武岩の採掘およびコンクリート原料や舗装用石材の様々な加工がこの町の景観を形作っている。FCN（フランツ・カール・ニュドリング玄武岩工場 GmbH & Co KG ホールディング）敷地内のムスターガルテンと博物館は、玄武岩採掘の歴史とレーン山地の地質学に関する解説を行っている。
ヴュステンザクセン

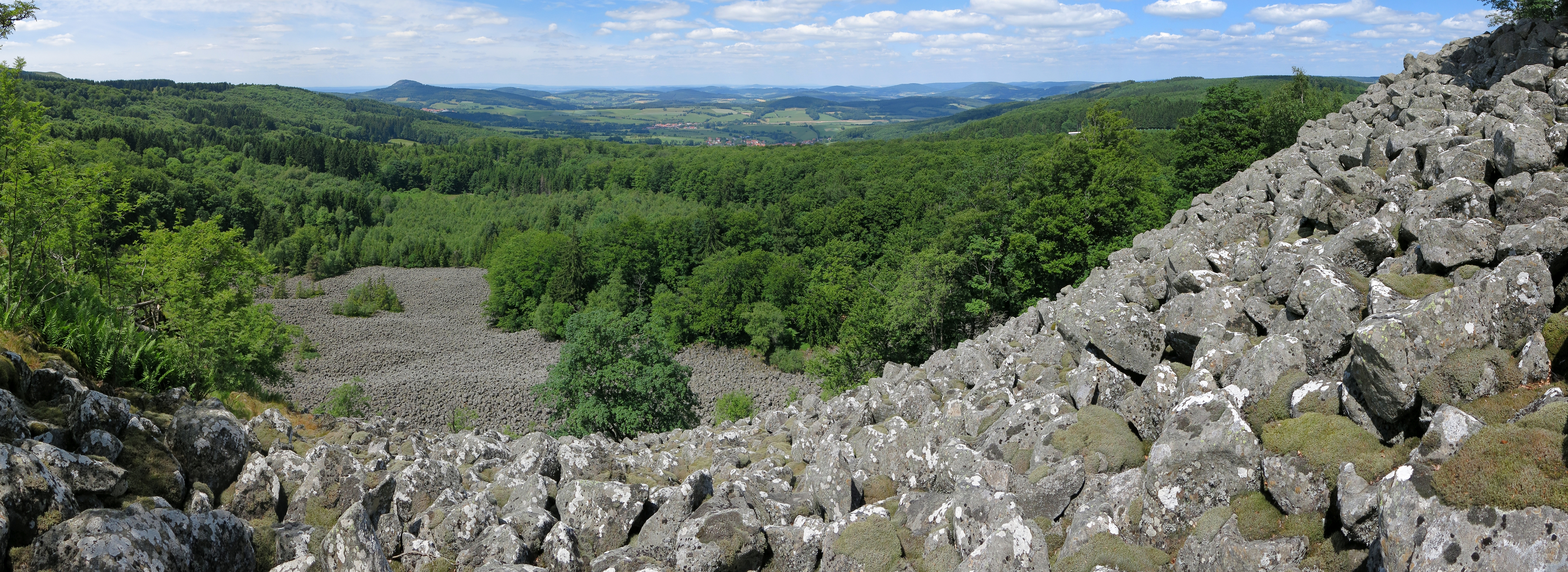
シャフシュタインの岩場

- 人口: 1,237人（2017年12月31日現在）[4]
- 高度: 海抜 560 - 600 m[4]

ヴュステンザクセンは鉄道ゲッツェンホーフ - ヴュステンザクセン線の終点であった。
ヴュステンザクセンは1965年に保養地に認定された。1983年からは州指定のルフトクアオルト（空気の清浄な保養地）に認定され、それにふさわしい社会資本を備えている。
1993年11月にエーレンベルク町は「ファミリーに親切な休暇地」の肩書きを得た。
スポーツ施設としては、運動場、ミニゴルフ施設があり、冬季には長距離ロイペ、スキーリフトが設けられる。近隣のヴァッサークッペには、ハンググライダー、模型飛行機、グライダー、パラグライダーのスタートポイントがある。この他に屋外プール、クナイプ式水浴施設、多くの休憩用ベンチがある散歩道や、全長約 150 km に及ぶ遊歩道がある。ローテス・モール自然保護区やシュヴァルツェス・モール自然保護区を通るガイドツアーもある。
カッセルラインおよびシャフシュタイン (832 m)（レーン山地最大の玄武岩の岩場を含む）、あるいはシュタインコプフ自然保護区 (888 m) は、この町の地質学的な特徴である。

## 歴史

### 町の成立
ヘッセン州の地域再編に伴い、1970年12月31日に、それまで独立した町村であったメルペルツ、ザイフェルツ、ヴュステンザクセンが合併し、新たな自治体エーレンベルクが成立した。行政機関の所在地はヴュステンザクセンとなった。ロイルバッハとタイデンは、1972年8月1日に州法の発効に伴いこの町に加わった。町名は、町の中心にそびえる高さ 817 m のエーレンベルク（山）に由来する。

## 行政

### 議会
エーレンベルクの町議会は、15議席からなる。

### 紋章
エーレンベルクの紋章は、赤いフレンキシャー・レーヒェンが描かれており、その境界線から上側は銀地である。これは、かつてフランケン地方に属していたことを示しており、三角図形の他よりも高い中央の突起は、中低山地のホーエ・レーエン山地に属していることを強調している。チャボアザミの花は、地元の植生の象徴として描かれている。

## その他
エーレンベルクは、2014年に国際ダーク・スカイ協会によって「レーン生物圏保護区の天文公園」に認定された。Lichtschutzgebiet（暗度が保護された地域）の、指定された観測広場のいくつかは、町のすぐ近くに位置している。
2017年にエーレンベルクは、ARD-ターゲステーメン（報道番組）で「絵本から抜け出した町」と紹介された。充足して、幸福な住民が多いことが感銘を与えた。

## 参考図書
- Bruno Faulstich (2006). Melpertser Geschichte(n). Ehrenberg
- Ortsbeirat Reulbach, ed (2003). Aus Rügelberk wird Reulbach. Ehrenberg
- Gemeinde Ehrenberg, ed (1998). Die jüdische Gemeinde Wüstensachsen